# Stellingmolen

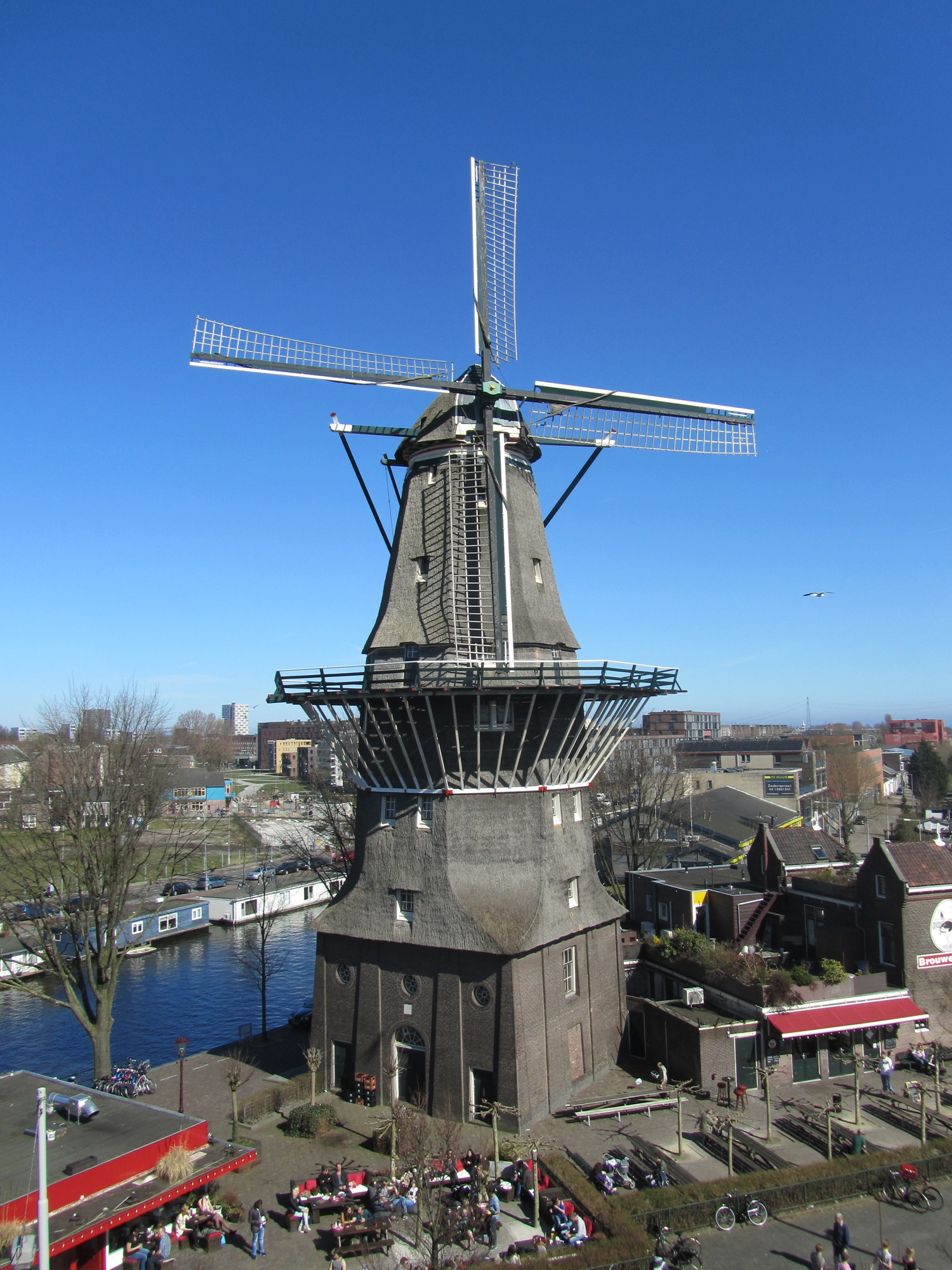
De Gooyer in Amsterdam

Een stellingmolen is een hoge windmolen met een galerij of stelling. Zo'n molen staat meestal in bebouwd gebied en moet hoog zijn om binnen de bebouwde kom voldoende wind te kunnen vangen, de vrije windvang. De wieken en de staart reiken dan ook niet tot de grond.
Om dan de molen te kunnen bedienen moet er halverwege de hoogte een stelling zijn (of ook wel omloop, zwichtstelling, galerij, gaanderij of balie genoemd), die rondom de molen loopt. 
Vanaf deze stelling wordt de molen gekruid en worden de zeilen aan de wieken voorgelegd. 
Beneden beschikt men op deze manier over een grote ruimte om met paard en wagen of auto naar binnen te kunnen rijden, zonder dat men door de draaiende wieken gevaar loopt. De voet van een stellingmolen is meestal van steen, vanaf de stelling omhoog is het soms een houten constructie.
Stellingmolens zijn meestal korenmolens, oliemolens of pelmolens.
De hoogste molen ter wereld is een stellingmolen: een van de vijf stadsmolens van Schiedam is tot aan de bovenste wiek bijna 45 meter hoog. 
Molens zonder stelling, waarvan de wieken bijna de grond kunnen raken, worden grondzeilers genoemd.
Molen De Bleeke Dood in Zaandijk is de oudste nog bestaande houten stellingmolen van Nederland. 
De Groenendaalse Molen bij Heemstede heeft zelfs twee stellingen.

## Fotogalerij

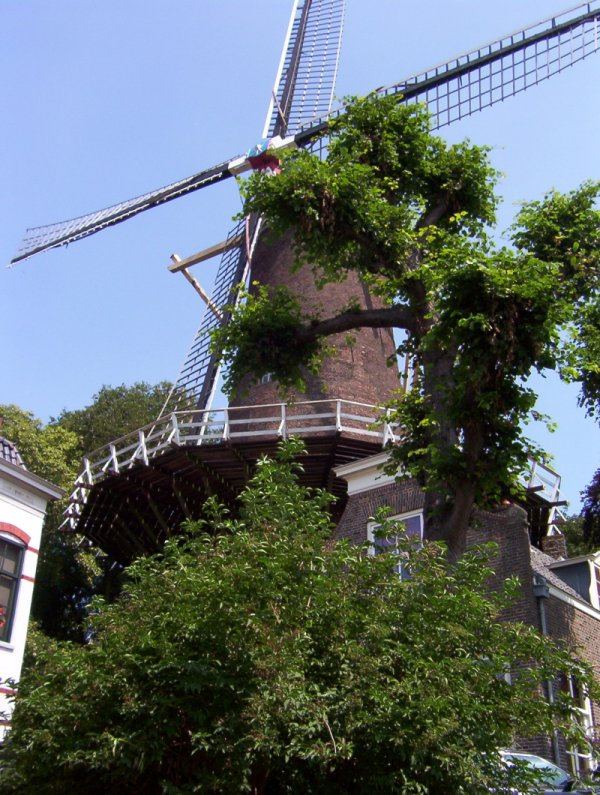
Geheel stenen stellingmolen 't Slot, Gouda
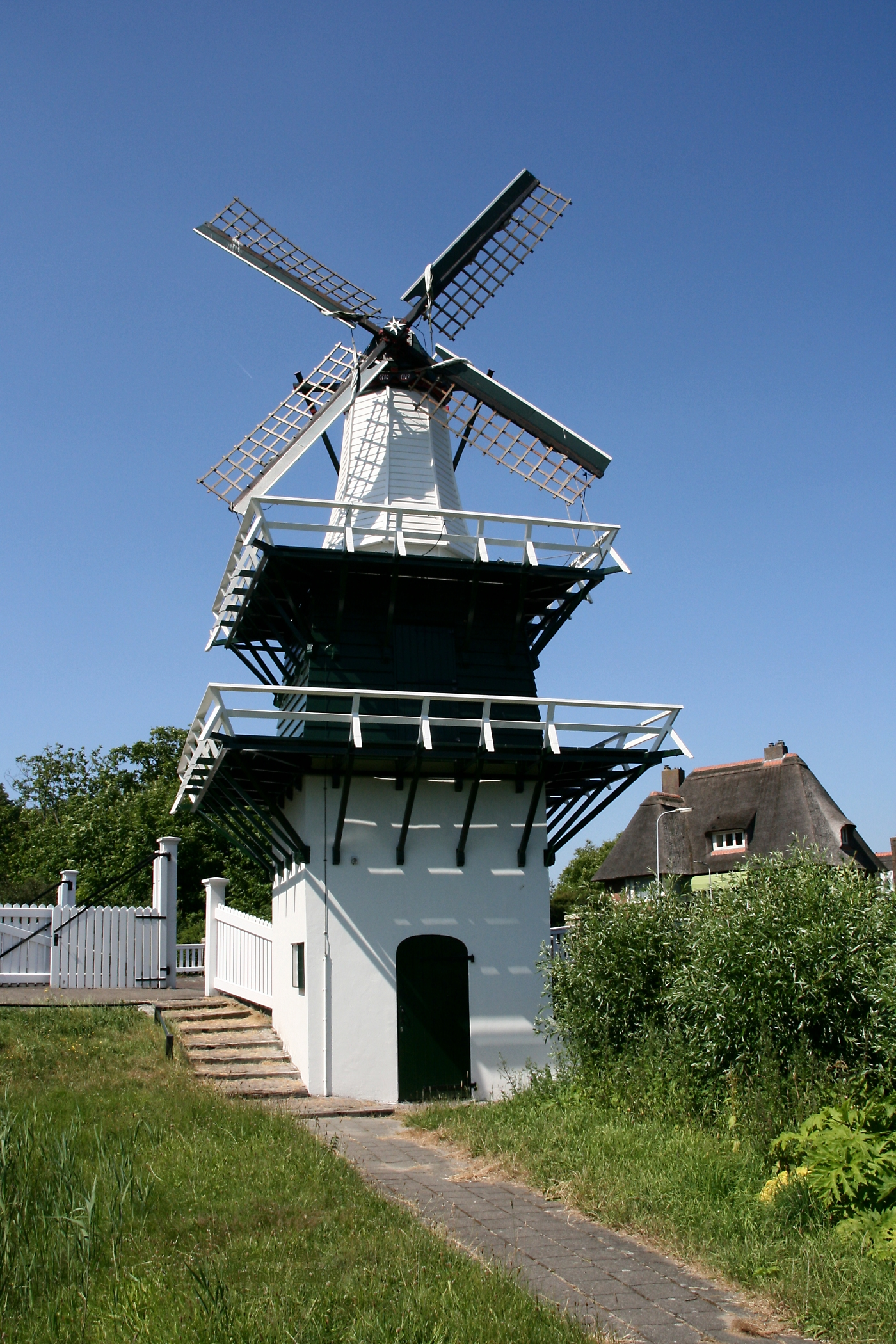
De Groenendaalse Molen met dubbele stelling
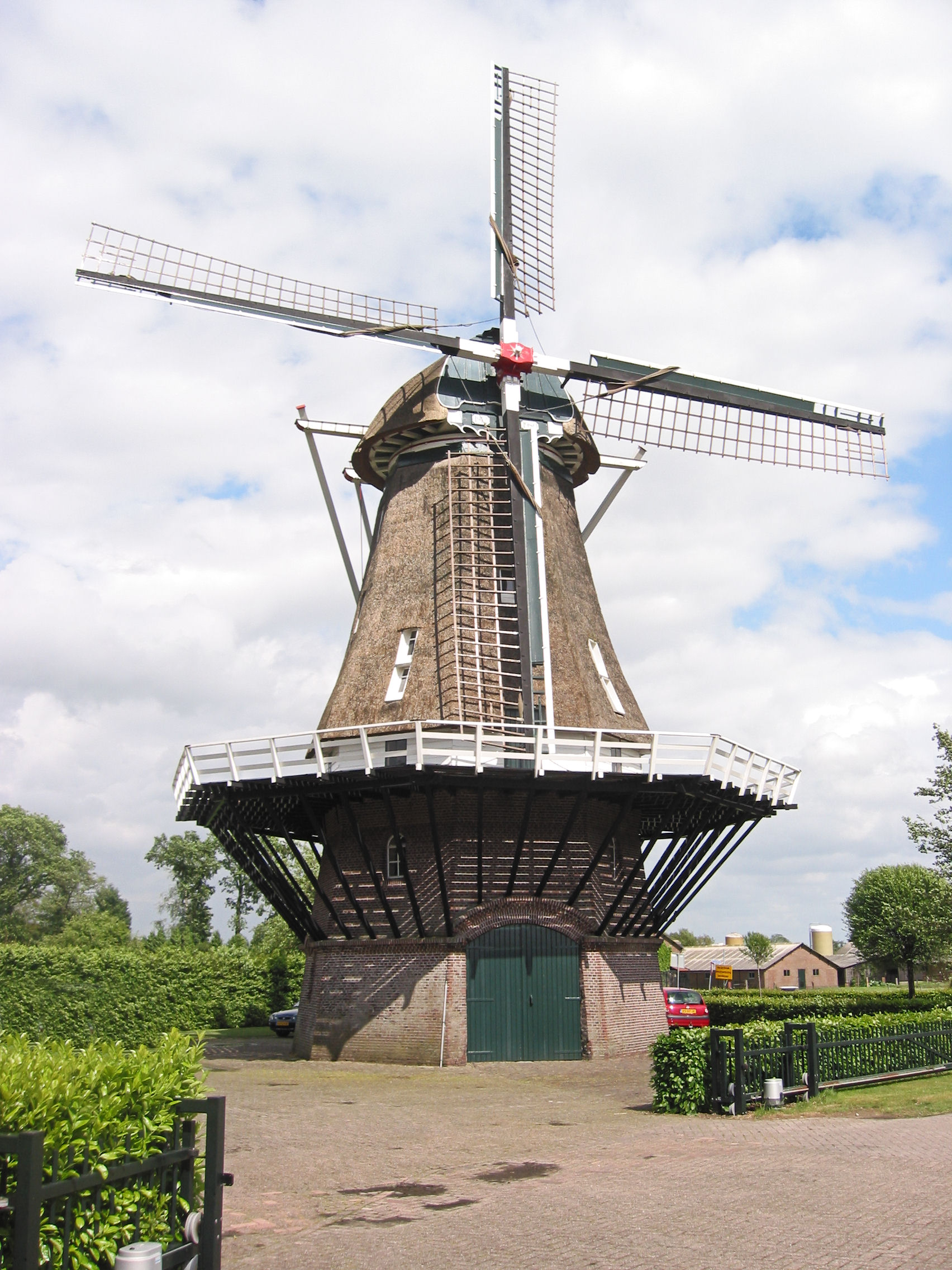
Walderveense stellingmolen
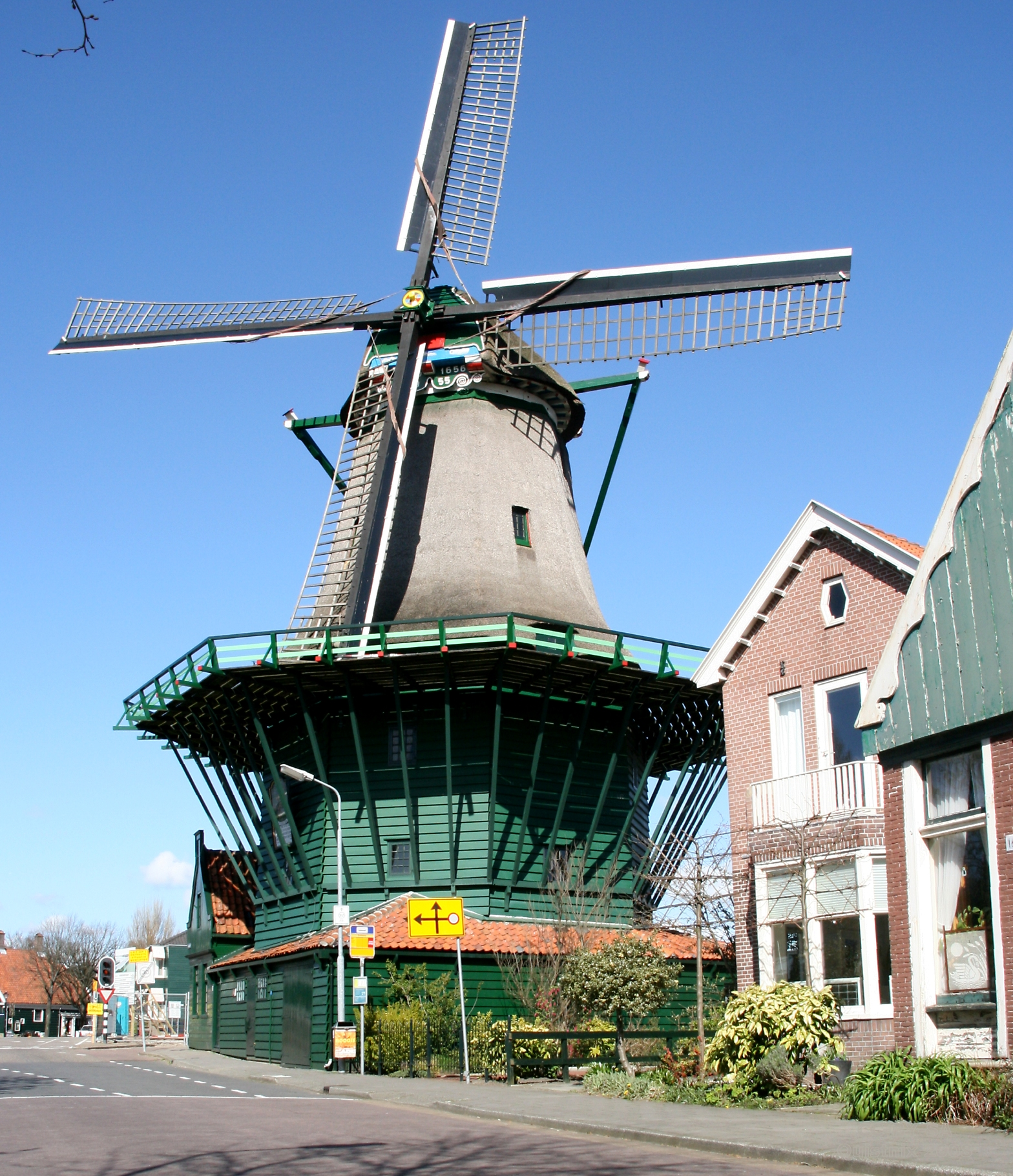
Zaanse houten stellingmolen De (Bleeke) Dood

Amerikaanse windmotor ·
beltmolen ·
bovenkruier ·
grondzeiler ·
paltrokmolen ·
spinnenkop ·
standerdmolen ·
kotmolen ·
stellingmolen ·
houten achtkant ·
ronde stenen molen ·
tjasker ·
torenmolen ·
weidemolen ·
wipmolen ·
monniksmolen (Friese mounts) ·
tonmolen ·
windturbine ·
Bosman-molentje

Verwant artikel: Windmolens in Nederland